# Le Visage dans l'abîme
Le Visage dans l'abîme (titre original : The Face in the Abyss) est un roman d'aventures de l'auteur américain Abraham Merritt paru en 1931, mêlant fantastique et science-fiction. Le récit raconte les aventures de Nicholas Graydon, ingénieur des mines, qui s'engage avec trois aventuriers dans une expédition au Pérou, sur les traces du trésor d'Atahualpa, l'empereur inca assassiné par le conquistador espagnol Francisco Pizarro. Égarés dans une contrée inconnue, les quatre hommes rencontrent Suarra, une jeune femme magnifique, couverte d'or et de pierres précieuses, dont Graydon tombe amoureux, tandis que ses trois acolytes, Starrett, Dancret et Soames, sont persuadés d'avoir retrouvé la piste du trésor perdu.

## Historique
Le Visage dans l'abîme est à l'origine une nouvelle de 33 000 mots parue dans le pulp magazine Argosy All-Story Weekly, le 8 septembre 1923. Sept ans plus tard, le 25 octobre 1930, l'auteur publie dans ce même magazine la suite de son récit, une nouvelle de 87 000 mots qu'il intitule La Mère-Serpent (The Snake Mother).
C'est seulement en 1931 que Horace Liveright réunit les deux textes et les publie comme roman sous son titre définitif : Le Visage dans l'abîme, un roman composé finalement de vingt-sept chapitres.

## Résumé
À Quito (Équateur), Nicholas Graydon, un ingénieur des mines droit et honnête, s'engage avec trois aventuriers sans scrupules dans une expédition au Pérou, dans la cordillère Carabaya, près de Cerro de Pasco, sur les traces du trésor d'Atahualpa, le célèbre empereur inca assassiné par le conquistador espagnol Pizarro. Alors que les quatre explorateurs sont égarés dans une contrée inconnue, ils rencontrent Suarra, une magnifique jeune femme couverte de bijoux sertis d'or et de pierres précieuses. Tandis que Nicholas Graydon tombe éperdument amoureux de la jeune femme, ses trois acolytes, Starrett, Dancret et Soames, sont persuadés d'avoir enfin retrouvé la piste de leur trésor. La jeune femme, accompagnée d'un lama blanc et de Tyddo, un étrange vieillard, leur promet de les mener à l'endroit où l'or coule comme une rivière et les pierres précieuses poussent comme des fleurs.
En chemin, Graydon apprend de Suarra que les races anciennes de Yu-Atlanchi, le continent perdu, ne connaissent ni la mort, ni la maladie, ni la procréation mais qu'elles maîtrisent en revanche les rêves et l'évolution des autres races. Une fois arrivés dans la caverne du Visage dans l'abîme, une énorme visage taillé dans la roche, les trois acolytes de Graydon se précipitent pour se saisir des richesses dont regorge la caverne et disparaissent, tandis que Graydon s'évanouit. Lorsque le malheureux ingénieur se réveille, il est entouré d'indiens Aymaras qui doivent le raccompagner à Chupan, en dehors des frontières de Yu-Atlanchi. Deux mois plus tard, enfin remis de ses blessures, Nicholas Graydon décide de repartir dans le continent perdu avec tout l'équipement nécessaire pour y retrouver la belle Suarra. Dans son sommeil, Nicholas Graydon voit Adana, la Mère-Serpent, qui lui promet de l'aider s'il réussit à venir jusqu'à elle par la seule force de son astuce et de son courage.
Sur la route du continent perdu, l'explorateur tue des hommes-lézards et sauve in extremis trois Indiens qui l'accompagnent ensuite dans l'antre du Seigneur Huon, chef des hors-la-loi de Yu-Atlanchi. Malgré un accueil réservé et méfiant, Nicholas Graydon réussit à se faire accepter par la communauté des hors-la-loi qui décide de l'aider. Le héros écoute l'histoire de Yu-Atlanchi et de ses six Seigneurs : un jour, Nimir, l'un des six Seigneurs du continent perdu, décide de rompre le pacte qui liait l'ancienne race à la Mère-Serpent et de régner sans partage sur la contrée. Mais il fut fait prisonnier et enfermé par magie dans le « Visage dans l'abîme ». Depuis, seul son esprit erre à nouveau, à la recherche d'un nouveau corps pour l'accueillir. Graydon apprend également que les hors-la-loi voudraient rouvrir les portes de la vie et de la mort afin d'avoir des enfants. Huon propose à l'explorateur de le mener jusqu'à la cité de Yu-Atlanchi. Mais Dorina, la concubine de Huon, propose à Graydon de rencontrer tout d'abord Suarra dans un lieu secret : la caverne de la femme-grenouille. En fait, Graydon tombe dans une embuscade et se fait enlever par des hommes-lézards qui le mènent devant le trône de Nimir, le Ténébreux. L'esprit de Nimir, assisté par le cruel seigneur Lantlu, lui demande de lui prêter son corps et de régner avec lui sur Yu-Atlanchi. Alors qu'il s'efforce de refuser malgré la souffrance psychique que Nimir lui impose, Graydon est finalement sauvé par Kon, l'homme-araignée.
Après avoir rejoint Regor, le fidèle lieutenant de Huon, l'explorateur découvre que l'antre des rebelles a été mis à sac à la suite de la traîtrise de Dorina et que Huon a été fait prisonnier par Lantlu. Le héros décide alors avec Regor d'aller sauver Huon qui doit être livré à des dinosaures à l'occasion de jeux du cirque. Une fois tiré d'affaire, Huon tue Dorina de ses propres mains avant de s'enfuir avec ses compagnons. Peu après, Nicholas Graydon apprend que Suarra a été capturée par les hommes de Lantlu et part la délivrer. Alors que Suarra va être livrée aux désirs lascifs d'un homme-lézard hideux, l'explorateur la sauve, mais il se retrouve confronté à Nimir qui lui remet un collier magique censé le protéger. C'est alors que commence la grande bataille finale entre les forces du bien de la Mère-Serpent et les forces du mal de Nimir, opposant troupes d'humains et légions d'hommes-lézards, forces magiques et charmes maléfiques. Nimir échoue à reprendre le pouvoir sur Yu-Atlanchi, mais la Mère-Serpent annonce la fin du règne des anciennes races. Les portes de la vie et de la mort sont ouvertes à nouveau et Graydon peut enfin aimer à loisir la belle Suarra.

### Genre
Le visage dans l'abîme, avec son héros-explorateur, s'inscrit d'emblée dans le genre du roman d'aventures fantastique. Dans ce genre particulier, les prédécesseurs directs d'Abraham Merritt à cette époque sont Jules Verne avec le Voyage au centre de la Terre, paru en 1864, Arthur Conan Doyle avec Le Monde perdu, publié en 1912, et surtout Edgar Rice Burroughs qui forge à cette époque l'archétype littéraire de l'aventurier héroïque.
S'il écrit d'abord un récit d'aventures, Abraham Merritt emprunte également aux genres du conte, du roman fantastique et du récit de science-fiction, faisant de son œuvre un objet littéraire composite relevant d'un genre mixte que certains critiques ont appelé science fantasy ou science-fiction mythologique.
En imaginant les aventures de Nicholas Graydon sur le continent perdu de Yu-Atlanchi, l'auteur utilise toutes les ressources littéraires propres aux récits d'exploration à caractère fantastique : découverte d'un document ancien révélant l'existence d'un trésor, exploration d'un continent perdu, rencontre avec une civilisation oubliée, confrontation avec des races animales supposées éteintes (les dinosaures), quête initiatique, etc. L'auteur emprunte au domaine du conte merveilleux — comme les Mille et une nuits, maintes fois cités au cours du récit —, sa caractérisation sans ambiguïté des personnages bons ou méchants et son sens du merveilleux (description de contrées aux innombrables richesses et de monstres hideux).
Si le récit peut être rattaché au genre de la science-fiction, c'est uniquement à cause de son personnage central, Nicholas Graydon, qui appréhende le monde de magie et de fantasy du roman avec le regard du scientifique émerveillé, mais toujours rationnel. Abraham Merritt introduit ainsi un élément totalement extérieur au genre et s'en sert comme d'un prisme pour opérer le passage subtile d'un monde perçu comme merveilleux — parce que magique — à un monde étrange, mais tout à fait explicable par la science.

### Style
Le récit d'aventures qu'est Le Visage dans l'abîme est mené à un rythme soutenu par Abraham Merritt, qui ne s'attarde pas sur les détails de l'action et enchaîne les péripéties. Une altercation est réglée en quelques lignes, tandis qu'une grande bataille s'achève au bout d'une page. L'auteur ne néglige cependant pas d'insérer quelques descriptions des richesses du nouveau continent, développant ainsi l'aspect « sense of wonder (en) » de son récit par des emprunts évocateurs aux Contes des mille et une nuits.
Le point faible du roman réside sans doute dans les dialogues parfois peu naturels et dans la psychologie souvent caricaturale des personnages. L'usage répété de clichés et l'accumulation des incohérences dans les répliques donnent à l'ensemble un cachet désuet et décalé, considéré historiquement comme typique d'une bonne partie de la production des pulp magazines de cette époque.

## Personnages principaux
Les personnages sont présentés par ordre alphabétique :
- Adana, également appelée Mère-Serpent, dernière survivante d'une race ophidienne éteinte ;
- Cadok, seigneur de la cité de Yu-Atlanchi, allié de Huon ;
- Dancret, Français petit et cynique, homme de main de Starrett ;
- Dorina, concubine de Huon ;
- Emer, ancien nom des indiens Aymaras dans le roman ;
- Nicholas Graydon, trente-quatre ans, diplômé de Harvard, ingénieur des mines ;
- Huon, chef des rebelles hors-la-loi ;
- Kon, araignée tisseuse, homme de main de Huon, membre d'une espèce mi-araignée, mi-humaine ;
- Lantlu, cruel homme de main de Nimir, le Seigneur des Ténèbres ;
- Nimir, Seigneur des Ténèbres qui cherche à retrouver son pouvoir ;
- Regor, dit « Regor le Noir », homme de main de Huon, rebelle hors-la-loi. À l'extrémité de l'un de ses bras a été greffée une massue ;
- Soames, Américain, homme de main de Starrett ;
- Starrett, grand aventurier, chercheur d'or sans scrupules ;
- Suarra, jeune vierge au service d'Adana, la Mère-Serpent ;
- Tyddo, Seigneur de la Folie, auxiliaire de la Mère-Serpent.

## Commentaires

### Raison contre magie
Le récit d'exploration d'un monde inconnu par un aventurier contemporain de son lecteur permet à l'auteur de confronter deux mondes : celui de la pensée rationnelle moderne et celui de la magie et des légendes. Dans Le Visage dans l'abîme, le héros — qui est un ingénieur très au fait des découvertes scientifiques de son temps — tente de s'expliquer de manière rationnelle les phénomènes dont il est le témoin sur le continent perdu de Yu-Atlanchi. La pensée rationnelle s'oppose ainsi à la pensée magique et tente de ramener tous les éléments traditionnels du merveilleux dans le giron de la science.
Quelques exemples : 
- lorsqu'il voit ses compagnons d'aventure se transformer comme par magie en gouttelettes d'or, le héros n'hésite pas à rattacher ce phénomène étrange à la découverte de l'atome par le physicien Ernest Rutherford en spéculant sur les transformations moléculaires que cette découverte pourrait permettre[6] ;
- lorsque le héros découvre l'existence de serpents ailés invisibles, il explique leur invisibilité par la théorie optique de réfraction des rayons lumineux, comme dans le phénomène plus connu des mirages dans le désert. À ce sujet, Abraham Merritt n'omet pas non plus de faire référence à ceux de ses prédécesseurs qui ont déjà abordé le sujet en littérature : H. G. Wells dans L'Homme invisible ou de Guy de Maupassant dans Le Horla[7].

Pour le héros, seuls existent des phénomènes physiques ou chimiques plus ou moins accessibles à la compréhension humaine, selon l'état d'avancement de la recherche scientifique. Abraham Merritt déclara d'ailleurs qu'il n'y avait dans son roman aucun énoncé scientifique qui ne puisse être justifié.

### Archétype des civilisations
La civilisation oubliée de Yu-Atlanchi que l'auteur crée dans son roman est un monde pour le moins éclectique qu'il présente comme la matrice et la source de toutes les civilisations humaines connues, présentes ou passées. Ainsi, au cours de leur longue migration du continent antarctique recouvert par les glaces à la préhistoire de l'humanité, les Yu-Atlanchiens ont essaimé sur Terre les germes de nos civilisations. Ainsi, Yu-atlanchi serait l'archétype des civilisations perdues attestées dans l'histoire, comme l'Atlantide ou même la Terre de Mû, donnant un réel fondement aux légendes. Dans la cité, Nicholas Graydon découvre des statues qui ressemblent aux dieux égyptiens à têtes d'animal et un temple qui rappelle celui de Karnak, faisant ainsi de la civilisation égyptienne antique un rejeton de cette civilisation première. La Mère-Serpent apparaît au héros comme l'archétype mythique des princesses Naga de la civilisation Khmer ou de Lilith, la première épouse d'Adam, chassée par Ève. Les rebelles de Huon portent des cottes de maille semblables à celles des croisés et des armes de type de celles utilisées en Crète antique.
Abraham Merritt répond dans son récit aux questionnements typiques d'une quête des origines, d'une source unique de toutes les civilisations connues qui, par migrations successives, aurait essaimé dans le monde entier, comme une sorte de pendant romanesque au mythe des Aryens. Il est utile de rappeler que le mythe d'une civilisation unique à l'origine des civilisations humaines avait été relancée par le colonel James Churchward dans ses différents ouvrages sur le Continent perdu de Mu dont le premier volume parut en 1926, soit quatre avant la parution de la seconde partie du roman d'Abraham Merritt qui se fera un devoir de le citer.

### Un héros cultivé
Au cours de son récit, Abraham Merritt fait quelques allusions érudites aux beaux-arts comme pour substituer à de longues descriptions littéraires des comparaisons visuelles autrement efficaces sur le lecteur cultivé. Ainsi, le héros compare le visage hideux de Kon, l'homme-araignée, aux visions de cauchemar du Sabbat des Sorcières d'Albrecht Dürer et les peintures de la salle de la Sagesse oubliée aux œuvres de Michel-Ange — avec son Jugement dernier — ou bien du Greco, de Davies, de John Singer Sargent, de Hans Holbein le Jeune ou de Sandro Botticelli.

### Croisements homme-animal
À l'instar de H. G. Wells dans L'Île du docteur Moreau, Abraham Merritt aborde sans le développer le thème du croisement des espèces, en l'occurrence du croisement homme-animal, et de ses conséquences. L'auteur imagine une race ancienne aux pouvoirs immenses qui maîtrise l'évolution et intervient sur le processus d'évolution en vertu de considérations historiques et biologiques : les cellules à l'origine de l'homme et des animaux sont les mêmes et l'embryon humain passe par tous les stades animaux avant de devenir proprement humain et la nature elle-même produit des anomalies.
Abraham Merritt n'hésite pas à mélanger les genres et les références, puisant aux sources de la religion chrétienne ou de la mythologie grecque, inventant même des savants aux recherches douteuses, pour fonder la possibilité scientifique de telles interventions sur les races. L'auteur développe une argumentation polymorphe, citant saint François d'Assise, qui appelait les animaux ses « frères », Protée, qui symbolisait dans l'antiquité le polymorphisme de la vie, et des savants européens de son invention comme Grégory d'Édimbourg — qui aurait inventé le terme de protaebion —, le Russe Vornikoff, l'Allemand Schwartz ou le Français Roux. Mais c'est toujours un sentiment d'effroi qui s'empare du héros lorsqu'il discerne sur les traits animaux de certains personnages du récit des caractéristiques humaines.

## Critiques spécialisées
Dans son Histoire de la science-fiction moderne, Jacques Sadoul déclare à propos de ce roman : « La lutte entre Nimir, le dieu déchu, les hommes-araignées, les dinosaures de la vallée interdite, les fidèles de la Mère-Serpent, la fascinante Suarra et l'Américain moderne armé de son fusil à répétition, est un des chefs-d'œuvre épique de Merritt. »

## Éditions françaises
- Un visage dans l'abîme, Albin Michel, coll. « Science-fiction », 1974, traduit de l'américain par Paul Chwat ;
- Un visage dans l'abîme, J'ai lu, 1978, traduit de l'américain par Paul Chwat (réédition en 1999  (ISBN 2-277-11886-9)) ;
- in : Atlantides. Les Îles englouties, Presses de la Cité, coll. « Omnibus », 1995 ;
- in : Œuvres complètes - 2, Lefrancq, coll. « Littérature », 1998  (ISBN 2-87153-541-8).
- in : Œuvres complètes - 2, Ananké, coll. « Volumes », 2002.